# Kačić (zbornik)
Kačić: zbornik Franjevačke provincije Presvetoga Otkupitelja (lat. Kačić: acta Provinciae ss. Redemptoris Ordinis Fratrum Minorum in Croatia), hrvatski je katolički zbornik, godišnjak Franjevačke provincije Presvetoga Otkupitelja. Izlazi od 1967. godine. 
Uređivali su ga Josip Soldo, Karlo Jurišić i Hrvatin Gabrijel Jurišić. Sažetci članaka su na više jezika. 